# Rupert Hall
Alfred Rupert Hall (* 26. Juli 1920 in Basford, England; † 5. Februar 2009) war ein britischer Wissenschaftshistoriker.

## Leben und Werk
Rupert Hall war ab 1950 Assistent Lecturer und 1953 bis 1959 Lecturer in Wissenschaftsgeschichte in Cambridge. Aus den Vorlesungen ging sein bekanntes Buch „The Scientific Revolution 1500–1800“ von 1954 hervor. Damals begann er intensiv die Papiere von Isaac Newton in den Universitätsarchiven zu studieren. In Cambridge lernte er auch seine spätere Frau (Heirat 1959) Marie Boas Hall kennen, die als Wissenschaftshistorikerin in Cambridge ab 1951 den Nachlass von Robert Boyle erforschte. Gemeinsam gingen sie 1957 an die UCLA, 1961 an die Indiana University und ab 1963 ans Imperial College, wo beide 1980 emeritierten. Beide starben kurz hintereinander im Februar 2009.
1958 wurde auf seine Anregung das Whipple-Museum an der Universität Cambridge gegründet, dessen erster Kurator er war. Er wurde dabei von Joseph Needham unterstützt. Mit angeschlossener Bücherei wurde es zu einem Zentrum für Wissenschaftshistoriker in Cambridge.
Hall beschäftigte sich vor allem mit der „Wissenschaftlichen Revolution“ des 17. Jahrhunderts (ein Terminus, den er mit seinem Buch von 1954 prägte), speziell mit Isaac Newton, dessen Biographie er schrieb.
Mit seiner zweiten Frau Marie Boas Hall gab er 1962 unveröffentlichte Arbeiten von Isaac Newton heraus. In den 1970er Jahren war er Mitherausgeber des Briefwechsels von Newton. Er war auch mit seiner Frau Herausgeber des umfangreichen Briefwechsels des Sekretärs der Royal Society Henry Oldenbourg (ab 1965 bis 1986 in 13 Bänden).
1981 erhielt er mit seiner Frau die George-Sarton-Medaille und 1988 die Leeuwenhoek-Medaille der Royal Society. Er war Fellow der British Academy.

## Schriften
- Ballistics in the Seventeenth Century. A Study in the Relations of Science and War with Reference principally to England. Cambridge University Press, 1952
- The Scientific Revolution 1500–1800. The Formation of the modern scientific Attitude. Longmans Green, London 1954, 1962
- Die Geburt der wissenschaftlichen Methode 1630–1720. Von Galilei bis Newton. Mohn, Gütersloh 1963, 1965, englisch: From Galileo to Newton. 1630–1720. 1963, Dover 1981
- mit Marie Boas Hall: A Brief History of Science. New American Library, 1964
- The Cambridge Philosophical Society. A History, 1819–1969. Cambridge 1969
- Philosophers at War. The Quarrel between Newton and Leibniz. Cambridge University Press, 1980
- The Revolution in Science. 1500–1750. 3. Auflage. Longman 1983
- Science and Society. Historical Essays on the Relations of Science, Technology and Medicine. Aldershot, Brookfield 1994
- Henry More and the scientific revolution – magic, religion and experiment. Cambridge University Press 1996, 2002 (zuerst Oxford: Blackwell 1990)
- All was light. An introduction to Newtons Optick. Oxford University Press, 1993
- Isaac Newton. Adventurer in thought. Cambridge University Press, 1992, 1996
- Isaac Newton. 18. Century perspectives. Oxford University Press, 1999
- The Abbey Scientists. London 1966
- Herausgeber: Rise of modern science. Harper 1962 (deutsch: Geschichte und Kosmos, Gütersloh 1965)